# Список астероїдів (401—500)
| Назва                           | Тимчасове позначення | Дата відкриття    | Місце відкриття                     | Відкривач                      |
| ------------------------------- | -------------------- | ----------------- | ----------------------------------- | ------------------------------ |
| 401 Оттілія (Ottilia)           | 1895 BT              | 16 березня 1895   | Обсерваторія Гейдельберг-Кеніґштуль | Макс Вольф                     |
| 402 Хлоя (Chloe)                | 1895 BW              | 21 березня 1895   | Обсерваторія Ніцци                  | Огюст Шарлуа                   |
| 403 Кіана (Cyane)               | 1895 BX              | 18 травня 1895    | Обсерваторія Ніцци                  | Огюст Шарлуа                   |
| 404 Арсіноя (Arsinoe)           | 1895 BY              | 20 червня 1895    | Обсерваторія Ніцци                  | Огюст Шарлуа                   |
| 405 Тея (Thia)                  | 1895 BZ              | 23 липня 1895     | Обсерваторія Ніцци                  | Огюст Шарлуа                   |
| 406 Ерна (Erna)                 | 1895 CB              | 22 серпня 1895    | Обсерваторія Ніцци                  | Огюст Шарлуа                   |
| 407 Арахна (Arachne)            | 1895 CC              | 13 жовтня 1895    | Обсерваторія Гейдельберг-Кеніґштуль | Макс Вольф                     |
| 408 Фама (Fama)                 | 1895 CD              | 13 жовтня 1895    | Обсерваторія Гейдельберг-Кеніґштуль | Макс Вольф                     |
| 409 Аспасія (Aspasia)           | 1895 CE              | 9 грудня 1895     | Обсерваторія Ніцци                  | Огюст Шарлуа                   |
| 410 Хлоріда (Chloris)           | 1896 CH              | 7 січня 1896      | Обсерваторія Ніцци                  | Огюст Шарлуа                   |
| 411 Ксанта (Xanthe)             | 1896 CJ              | 7 січня 1896      | Обсерваторія Ніцци                  | Огюст Шарлуа                   |
| 412 Елізабета (Elisabetha)      | 1896 CK              | 7 січня 1896      | Обсерваторія Гейдельберг-Кеніґштуль | Макс Вольф                     |
| 413 Едбурґа (Edburga)           | 1896 CL              | 7 січня 1896      | Обсерваторія Гейдельберг-Кеніґштуль | Макс Вольф                     |
| 414 Ліріопа (Liriope)           | 1896 CN              | 16 січня 1896     | Обсерваторія Ніцци                  | Огюст Шарлуа                   |
| 415 Палатія (Palatia)           | 1896 CO              | 7 лютого 1896     | Обсерваторія Гейдельберг-Кеніґштуль | Макс Вольф                     |
| 416 Ватикана (Vaticana)         | 1896 CS              | 4 травня 1896     | Обсерваторія Ніцци                  | Огюст Шарлуа                   |
| 417 Суевія (Suevia)             | 1896 CT              | 6 травня 1896     | Обсерваторія Гейдельберг-Кеніґштуль | Макс Вольф                     |
| 418 Алеманнія (Alemannia)       | 1896 CV              | 7 вересня 1896    | Обсерваторія Гейдельберг-Кеніґштуль | Макс Вольф                     |
| 419 Аврелія (Aurelia)           | 1896 CW              | 7 вересня 1896    | Обсерваторія Гейдельберг-Кеніґштуль | Макс Вольф                     |
| 420 Бертольда (Bertholda)       | 1896 CY              | 7 вересня 1896    | Обсерваторія Гейдельберг-Кеніґштуль | Макс Вольф                     |
| 421 Церінгія (Zahringia)        | 1896 CZ              | 7 вересня 1896    | Обсерваторія Гейдельберг-Кеніґштуль | Макс Вольф                     |
| 422 Бероліна (Berolina)         | 1896 DA              | 8 жовтня 1896     | Берлін                              | Ґустав Вітт                    |
| 423 Діотіма (Diotima)           | 1896 DB              | 7 грудня 1896     | Обсерваторія Ніцци                  | Огюст Шарлуа                   |
| 424 Грація (Gratia)             | 1896 DF              | 31 грудня 1896    | Обсерваторія Ніцци                  | Огюст Шарлуа                   |
| 425 Корнелія (Cornelia)         | 1896 DC              | 28 грудня 1896    | Обсерваторія Ніцци                  | Огюст Шарлуа                   |
| 426 Гіппо (Hippo)               | 1897 DH              | 25 серпня 1897    | Обсерваторія Ніцци                  | Огюст Шарлуа                   |
| 427 Галена (Galene)             | 1897 DJ              | 27 серпня 1897    | Обсерваторія Ніцци                  | Огюст Шарлуа                   |
| 428 Монахія (Monachia)          | 1897 DK              | 18 листопада 1897 | Мюнхен                              | Вальтер Вілліґер               |
| 429 Лотіда (Lotis)              | 1897 DL              | 23 листопада 1897 | Обсерваторія Ніцци                  | Огюст Шарлуа                   |
| 430 Гібрис (Hybris)             | 1897 DM              | 18 грудня 1897    | Обсерваторія Ніцци                  | Огюст Шарлуа                   |
| 431 Нефела (Nephele)            | 1897 DN              | 18 грудня 1897    | Обсерваторія Ніцци                  | Огюст Шарлуа                   |
| 432 Піфія (Pythia)              | 1897 DO              | 18 грудня 1897    | Обсерваторія Ніцци                  | Огюст Шарлуа                   |
| 433 Ерос (Eros)                 | 1898 DQ              | 13 серпня 1898    | Берлін                              | Ґустав Вітт                    |
| 434 Хунгарія (Hungaria)         | 1898 DR              | 11 вересня 1898   | Обсерваторія Гейдельберг-Кеніґштуль | Макс Вольф                     |
| 435 Елла (Ella)                 | 1898 DS              | 11 вересня 1898   | Обсерваторія Гейдельберг-Кеніґштуль | Макс Вольф, Фрідріх Швассман   |
| 436 Патрісія (Patricia)         | 1898 DT              | 13 вересня 1898   | Обсерваторія Гейдельберг-Кеніґштуль | Макс Вольф, Фрідріх Швассман   |
| 437 Родія (Rhodia)              | 1898 DP              | 16 липня 1898     | Обсерваторія Ніцци                  | Огюст Шарлуа                   |
| 438 Зеуксо (Zeuxo)              | 1898 DU              | 8 листопада 1898  | Обсерваторія Ніцци                  | Огюст Шарлуа                   |
| 439 Огайо (Ohio)                | 1898 EB              | 13 жовтня 1898    | Обсерваторія Лік                    | Едвін Фостер Коддінґтон        |
| 440 Теодора (Theodora)          | 1898 EC              | 13 жовтня 1898    | Обсерваторія Лік                    | Едвін Фостер Коддінґтон        |
| 441 Батільда (Bathilde)         | 1898 ED              | 8 грудня 1898     | Обсерваторія Ніцци                  | Огюст Шарлуа                   |
| 442 Айхсфельдія (Eichsfeldia)   | 1899 EE              | 15 лютого 1899    | Обсерваторія Гейдельберг-Кеніґштуль | Макс Вольф, Фрідріх Швассман   |
| 443 Фотографіка (Photographica) | 1899 EF              | 17 лютого 1899    | Обсерваторія Гейдельберг-Кеніґштуль | Макс Вольф, Фрідріх Швассман   |
| 444 Гіптіда (Gyptis)            | 1899 EL              | 31 березня 1899   | Марсель                             | Жером Коджа                    |
| 445 Една (Edna)                 | 1899 EX              | 2 жовтня 1899     | Обсерваторія Лік                    | Едвін Фостер Коддінґтон        |
| 446 Етернітас (Aeternitas)      | 1899 ER              | 27 жовтня 1899    | Обсерваторія Гейдельберг-Кеніґштуль | Макс Вольф, Фрідріх Швассман   |
| 447 Валентина (Valentine)       | 1899 ES              | 27 жовтня 1899    | Обсерваторія Гейдельберг-Кеніґштуль | Макс Вольф, Фрідріх Швассман   |
| 448 Наталія (Natalie)           | 1899 ET              | 27 жовтня 1899    | Обсерваторія Гейдельберг-Кеніґштуль | Макс Вольф, Фрідріх Швассман   |
| 449 Гамбурга (Hamburga)         | 1899 EU              | 31 жовтня 1899    | Обсерваторія Гейдельберг-Кеніґштуль | Макс Вольф, Фрідріх Швассман   |
| 450 Брігітта (Brigitta)         | 1899 EV              | 10 жовтня 1899    | Обсерваторія Гейдельберг-Кеніґштуль | Макс Вольф, Фрідріх Швассман   |
| 451 Паціенція (Patientia)       | 1899 EY              | 4 грудня 1899     | Обсерваторія Ніцци                  | Огюст Шарлуа                   |
| 452 Гамільтонія (Hamiltonia)    | 1899 FD              | 6 грудня 1899     | Обсерваторія Лік                    | Джеймс Кілер                   |
| 453 Тея (Tea)                   | 1900 FA              | 22 лютого 1900    | Обсерваторія Ніцци                  | Огюст Шарлуа                   |
| 454 Матезіс (Mathesis)          | 1900 FC              | 28 березня 1900   | Обсерваторія Гейдельберг-Кеніґштуль | Фрідріх Швассман               |
| 455 Брухзалія (Bruchsalia)      | 1900 FG              | 22 травня 1900    | Обсерваторія Гейдельберг-Кеніґштуль | Макс Вольф, Фрідріх Швассман   |
| 456 Абноба (Abnoba)             | 1900 FH              | 4 червня 1900     | Обсерваторія Гейдельберг-Кеніґштуль | Макс Вольф, Фрідріх Швассман   |
| 457 Аллегенія (Alleghenia)      | 1900 FJ              | 15 вересня 1900   | Обсерваторія Гейдельберг-Кеніґштуль | Макс Вольф, Фрідріх Швассман   |
| 458 Герцинія (Hercynia)         | 1900 FK              | 21 вересня 1900   | Обсерваторія Гейдельберг-Кеніґштуль | Макс Вольф та Фрідріх Швассман |
| 459 Зіґне (Signe)               | 1900 FM              | 22 жовтня 1900    | Обсерваторія Гейдельберг-Кеніґштуль | Макс Вольф                     |
| 460 Сканія (Scania)             | 1900 FN              | 22 жовтня 1900    | Обсерваторія Гейдельберг-Кеніґштуль | Макс Вольф                     |
| 461 Саскія (Saskia)             | 1900 FP              | 22 жовтня 1900    | Обсерваторія Гейдельберг-Кеніґштуль | Макс Вольф                     |
| 462 Еріфіла (Eriphyla)          | 1900 FQ              | 22 жовтня 1900    | Обсерваторія Гейдельберг-Кеніґштуль | Макс Вольф                     |
| 463 Лола (Lola)                 | 1900 FS              | 31 жовтня 1900    | Обсерваторія Гейдельберг-Кеніґштуль | Макс Вольф                     |
| 464 Мегера (Megaira)            | 1901 FV              | 9 січня 1901      | Обсерваторія Гейдельберг-Кеніґштуль | Макс Вольф                     |
| 465 Алекто (Alekto)             | 1901 FW              | 13 січня 1901     | Обсерваторія Гейдельберг-Кеніґштуль | Макс Вольф                     |
| 466 Тісіфона (Tisiphone)        | 1901 FX              | 17 січня 1901     | Обсерваторія Гейдельберг-Кеніґштуль | Макс Вольф, Луіджі Карнера     |
| 467 Лаура (Laura)               | 1901 FY              | 9 січня 1901      | Обсерваторія Гейдельберг-Кеніґштуль | Макс Вольф                     |
| 468 Ліна (Lina)                 | 1901 FZ              | 18 січня 1901     | Обсерваторія Гейдельберг-Кеніґштуль | Макс Вольф                     |
| 469 Аргентина (Argentina)       | 1901 GE              | 20 лютого 1901    | Обсерваторія Гейдельберг-Кеніґштуль | Луіджі Карнера                 |
| 470 Кілія (Kilia)               | 1901 GJ              | 21 квітня 1901    | Обсерваторія Гейдельберг-Кеніґштуль | Луіджі Карнера                 |
| 471 Папагена (Papagena)         | 1901 GN              | 7 червня 1901     | Обсерваторія Гейдельберг-Кеніґштуль | Макс Вольф                     |
| 472 Рим (Roma)                  | 1901 GP              | 11 липня 1901     | Обсерваторія Гейдельберг-Кеніґштуль | Луіджі Карнера                 |
| 473 Ноллі (Nolli)               | 1901 GC              | 13 лютого 1901    | Обсерваторія Гейдельберг-Кеніґштуль | Макс Вольф                     |
| 474 Пруденція (Prudentia)       | 1901 GD              | 13 лютого 1901    | Обсерваторія Гейдельберг-Кеніґштуль | Макс Вольф                     |
| 475 Оклло (Ocllo)               | 1901 HN              | 14 серпня 1901    | Кембридж                            | Делайл Стюарт                  |
| 476 Гедвіг (Hedwig)             | 1901 GQ              | 17 серпня 1901    | Обсерваторія Гейдельберг-Кеніґштуль | Луіджі Карнера                 |
| 477 Італія (Italia)             | 1901 GR              | 23 серпня 1901    | Обсерваторія Гейдельберг-Кеніґштуль | Луіджі Карнера                 |
| 478 Терґест (Tergeste)          | 1901 GU              | 21 вересня 1901   | Обсерваторія Гейдельберг-Кеніґштуль | Луіджі Карнера                 |
| 479 Капрера (Caprera)           | 1901 HJ              | 12 листопада 1901 | Обсерваторія Гейдельберг-Кеніґштуль | Луіджі Карнера                 |
| 480 Ганза (Hansa)               | 1901 GL              | 21 травня 1901    | Обсерваторія Гейдельберг-Кеніґштуль | Макс Вольф, Луіджі Карнера     |
| 481 Еміта (Emita)               | 1902 HP              | 12 лютого 1902    | Обсерваторія Гейдельберг-Кеніґштуль | Луіджі Карнера                 |
| 482 Петріна (Petrina)           | 1902 HT              | 3 березня 1902    | Обсерваторія Гейдельберг-Кеніґштуль | Макс Вольф                     |
| 483 Сеппіна (Seppina)           | 1902 HU              | 4 березня 1902    | Обсерваторія Гейдельберг-Кеніґштуль | Макс Вольф                     |
| 484 Піттсбургія (Pittsburghia)  | 1902 HX              | 29 квітня 1902    | Обсерваторія Гейдельберг-Кеніґштуль | Макс Вольф                     |
| 485 Генуя (Genua)               | 1902 HZ              | 7 травня 1902     | Обсерваторія Гейдельберг-Кеніґштуль | Луіджі Карнера                 |
| 486 Кремона (Cremona)           | 1902 JB              | 11 травня 1902    | Обсерваторія Гейдельберг-Кеніґштуль | Луіджі Карнера                 |
| 487 Венеція (Venetia)           | 1902 JL              | 9 липня 1902      | Обсерваторія Гейдельберг-Кеніґштуль | Луіджі Карнера                 |
| 488 Креуза (Kreusa)             | 1902 JG              | 26 червня 1902    | Обсерваторія Гейдельберг-Кеніґштуль | Макс Вольф, Луіджі Карнера     |
| 489 Комачіна (Comacina)         | 1902 JM              | 2 вересня 1902    | Обсерваторія Гейдельберг-Кеніґштуль | Луіджі Карнера                 |
| 490 Верітас (Veritas)           | 1902 JP              | 3 вересня 1902    | Обсерваторія Гейдельберг-Кеніґштуль | Макс Вольф                     |
| 491 Каріна (Carina)             | 1902 JQ              | 3 вересня 1902    | Обсерваторія Гейдельберг-Кеніґштуль | Макс Вольф                     |
| 492 Ґісмонда (Gismonda)         | 1902 JR              | 3 вересня 1902    | Обсерваторія Гейдельберг-Кеніґштуль | Макс Вольф                     |
| 493 Ґрізельда (Griseldis)       | 1902 JS              | 7 вересня 1902    | Обсерваторія Гейдельберг-Кеніґштуль | Макс Вольф                     |
| 494 Віртус (Virtus)             | 1902 JV              | 7 жовтня 1902     | Обсерваторія Гейдельберг-Кеніґштуль | Макс Вольф                     |
| 495 Евлалія (Eulalia)           | 1902 KG              | 25 жовтня 1902    | Обсерваторія Гейдельберг-Кеніґштуль | Макс Вольф                     |
| 496 Грифія (Gryphia)            | 1902 KH              | 25 жовтня 1902    | Обсерваторія Гейдельберг-Кеніґштуль | Макс Вольф                     |
| 497 Іва (Iva)                   | 1902 KJ              | 4 листопада 1902  | Обсерваторія Гейдельберг-Кеніґштуль | Раймонд Сміт Дуґан             |
| 498 Токіо (Tokio)               | 1902 KU              | 2 грудня 1902     | Обсерваторія Ніцци                  | Огюст Шарлуа                   |
| 499 Венузія (Venusia)           | 1902 KX              | 24 грудня 1902    | Обсерваторія Гейдельберг-Кеніґштуль | Макс Вольф                     |
| 500 Селінур (Selinur)           | 1903 LA              | 16 січня 1903     | Обсерваторія Гейдельберг-Кеніґштуль | Макс Вольф                     |

| Астероїди 1—10000 → |           |           |           |           |           |           |           |           |            |
| 1—100               | 1001—1100 | 2001—2100 | 3001—3100 | 4001—4100 | 5001—5100 | 6001—6100 | 7001—7100 | 8001—8100 | 9001—9100  |
| 101—200             | 1101—1200 | 2101—2200 | 3101—3200 | 4101—4200 | 5101—5200 | 6101—6200 | 7101—7200 | 8101—8200 | 9101—9200  |
| 201—300             | 1201—1300 | 2201—2300 | 3201—3300 | 4201—4300 | 5201—5300 | 6201—6300 | 7201—7300 | 8201—8300 | 9201—9300  |
| 301—400             | 1301—1400 | 2301—2400 | 3301—3400 | 4301—4400 | 5301—5400 | 6301—6400 | 7301—7400 | 8301—8400 | 9301—9400  |
| 401—500             | 1401—1500 | 2401—2500 | 3401—3500 | 4401—4500 | 5401—5500 | 6401—6500 | 7401—7500 | 8401—8500 | 9401—9500  |
| 501—600             | 1501—1600 | 2501—2600 | 3501—3600 | 4501—4600 | 5501—5600 | 6501—6600 | 7501—7600 | 8501—8600 | 9501—9600  |
| 601—700             | 1601—1700 | 2601—2700 | 3601—3700 | 4601—4700 | 5601—5700 | 6601—6700 | 7601—7700 | 8601—8700 | 9601—9700  |
| 701—800             | 1701—1800 | 2701—2800 | 3701—3800 | 4701—4800 | 5701—5800 | 6701—6800 | 7701—7800 | 8701—8800 | 9701—9800  |
| 801—900             | 1801—1900 | 2801—2900 | 3801—3900 | 4801—4900 | 5801—5900 | 6801—6900 | 7801—7900 | 8801—8900 | 9801—9900  |
| 901—1000            | 1901—2000 | 2901—3000 | 3901—4000 | 4901—5000 | 5901—6000 | 6901—7000 | 7901—8000 | 8901—9000 | 9901—10000 |